# Wamego
Wamego è un comune degli Stati Uniti d'America, situato nello Stato del Kansas, nella contea di Pottawatomie.
Qua nacque l'imprenditore Walter Chrysler.